# Campeonato Sul-Americano de Voleibol Masculino Sub-21 de 2012
O Campeonato Sul-Americano de Voleibol Masculino de 2012 foi a 21ª edição do torneio, organizado na América do Sul pela Confederação Sul-americana de Voleibol (CSV). Aconteceu na cidade de Saquarema, Brasil uma vez que a cidade que havia sido escolhida para sediar a edição, Cali, Colômbia retirou sua candidatura. As três melhores equipes se classificarão para o Campeonato Mundial de Voleibol Masculino Sub-21 de 2013.

## Nações concorrentes
A seguintes equipas nacionais participaram do torneio. Suas colocações foram distribuídas de acordo com a forma como elas terminaram na edição anterior do torneio:
| Grupo A                                    | Grupo B                                                    |
| ------------------------------------------ | ---------------------------------------------------------- |
| Brasil (1º) · Chile (4º) · Colômbia (5º) · | Argentina (2º) · Venezuela (3º) · Uruguai (6º) · Peru (7º) |

## Classificação final
| Pos | Equipe    |
| --- | --------- |
| 1   | Brasil    |
| 2   | Argentina |
| 3   | Venezuela |
| 4   | Chile     |
| 5   | Colômbia  |
| 6   | Peru      |
| 7   | Uruguai   |

|  | Qualificado para o Campeonato Mundial de Voleibol Masculino Sub-21 de 2013 |